# Liste der Monuments historiques in Vesvres-sous-Chalancey
Die Liste der Monuments historiques in Vesvres-sous-Chalancey führt die Monuments historiques in der französischen Gemeinde Vesvres-sous-Chalancey auf.

## Liste der Immobilien
| Bezeichnung          | Beschreibung            | Standort                         | Kennzeichnung | Schutzstatus | Datum | Bild |
| -------------------- | ----------------------- | -------------------------------- | ------------- | ------------ | ----- | ---- |
| Wegekreuz            | aus dem 18. Jahrhundert | am westlichen Ortseingang (Lage) | PA00079264    | Classé       | 1973  |      |
| zwei Friedhofskreuze | aus dem 16. Jahrhundert | Rue de l’Église (Lage)           | PA00079265    | Inscrit      | 1972  |      |

## Liste der Objekte
| Bezeichnung           | Beschreibung                                                                  | Standort                         | Kennzeichnung | Schutzstatus | Datum | Bild |
| --------------------- | ----------------------------------------------------------------------------- | -------------------------------- | ------------- | ------------ | ----- | ---- |
| Relief Dreifaltigkeit | Bekrönung eines Retabels; Holz, farbig gefasst und vergoldet, 18. Jahrhundert | in der Kirche Ste-Trinité (Lage) | PM52001248    | Classé       | 1967  |      |